# استیون م. استنلی
استیون م. استنلی (انگلیسی: Steven M. Stanley؛ زادهٔ ۲ نوامبر ۱۹۴۱) دیرین‌شناس اهل ایالات متحده آمریکا است.
وی همچنین برندهٔ جوایزی همچون کمک‌هزینه گوگنهایم شده‌است.